# Teclat MIDI
Un teclat MIDI és aquell aparell que té forma de teclat musical convencional però que a diferència d'aquest, el teclat MIDI no té sons propis, sinó que genera missatges MIDI. Per tant, es pot fer fer que el teclat reprodueixi qualsevol so digitalitzat que se li indiqui. Té l'avantatge de poder-se connectar mitjançant un cable fins a l'ordinador i d'aquesta manera poder enregistrar tot allò que interpretem en el teclat. Encara que l'instrument MIDI més conegut és el teclat, també existeixen molts altres instruments musicals que es poden connectar a través d'una interfície MIDI.